# 膳場貴子
膳場 貴子（ぜんば たかこ、1975年2月28日 - ）は、日本のフリーアナウンサー。TBSテレビ専属契約アナウンサーで、元NHKアナウンサー（1997年4月 - 2006年3月）。

## 人物
- 趣味は舞台鑑賞と音楽鑑賞。大槻ケンヂの熱狂的なファンである。
- サンデーモーニングの司会になるまで「ずっと夜型で、家族が寝静まった後の1人の時間が好きだった」としている[1]。

### 生い立ち
実家の膳場家は下北沢村を開墾した膳場将監の子孫であり、大場家・秋山家と並ぶ世田谷の地主の一つである。ヤマト化学工業代表取締役副社長を務めた昭の三女として生まれた。7歳上の長姉綾子はピアニストでスペイン人のラコルーニャ州立大学演奏家と結婚しスペインに移住、4歳上の次姉百合子は早稲田大学教授である。3姉妹の末子である膳場は、1歳から7歳まで西ドイツ（当時）で過ごした。
世田谷区立代沢小学校から女子学院中学校・高等学校に進学。女子学院の同級生には漫画家・辛酸なめ子や元日本テレビアナウンサー・馬場典子がいる。東京大学文科三類に入学し、3年生から医学部健康科学・看護学科に進学した。
私生活では2度の離婚歴がある。

### 経歴
1997年、アナウンサーとしてNHKに入局した。静岡放送局を経て、2000年春から東京アナウンス室に勤務した。2006年3月でNHKを退職した。半年後、フリーに転身した後はTBSと専属契約を結び、2006年9月25日より『筑紫哲也 NEWS23』のサブキャスターに就任した。なお、2007年5月から11月にかけてはそれまでメインキャスターであった筑紫哲也が病気療養に入ったことから、メインキャスター代理を務めていた。同年12月から、後藤謙次が後任のメインキャスターとなったが、当初後藤は原則月曜日から木曜日までの担当となっていたため、金曜日に限り膳場が引き続きメインキャスターを務めた。2008年4月の番組リニューアル以降は後藤が金曜日も含めてメインキャスターを務めたが、番組進行は三澤肇（当時MBSから出向）とともに膳場が行う傾向にあり、番組の締めの台詞は膳場が行っていた。
2009年3月30日から30分の短縮版としてリニューアルした『NEWS23』では、サブキャスターから昇格し、膳場がメインキャスターを務めた。
2010年3月29日からスタートした『NEWS23』の後継番組『NEWS23クロス』では松原耕二と共にメインキャスターに就任した。2011年9月、菅直人の総理大臣退任直後にテレビメディアとして最初のインタビューを行い、原発事故対応の詳細を取材した。
2012年3月26日からスタートしたリニューアル後の『NEWS23クロス』では、コメンテーターの播摩卓士と共にメインキャスターを務めた。東日本大震災被災地での取材活動や、駐日アメリカ大使・ジョン・ルースやプロテニスプレーヤー・クルム伊達公子等へのインタビューを行った。
2013年4月1日からスタートした『NEWS23』では、播磨以外のサブキャスターが続投し、引き続きメインキャスターを務める（播磨に代わってアンカーマンは岸井成格となった）。
2015年7月24日、第1子妊娠が明らかになる。11月20日の『NEWS23』番組内で、翌週から産休に入ることを報告した。12月6日、第1子女児の出産が報じられる。
2016年2月8日、産休から復帰した。同年3月末で『NEWS23』のメインキャスターを降板し、4月2日の放送から『報道特集』のキャスターとなる。
2021年、流通経済大学の客員教授に就任した。

## インタビュー・取材等実績
- 2007年1月16日 - アル・ゴア米国前副大統領を招いてのタウンホールミーティング
- 2008年3月17日 - トニー・ブレア英国前首相を招いてのタウンホールミーティング
- 2008年4月21日 - 李明博韓国大統領を招いてのタウンホールミーティング
- 2012年5月23日 - ジョン・ルース在日米国大使 クロストーク「ジョン･ルース駐日大使×膳場貴子 〜日米関係の今〜」
- 2012年4月27日 - クルム伊達公子 プロテニスプレーヤー・インタビュー
- 2012年4月23日 - 野田佳彦首相を招いてのタウンホールミーティング「News 23クロス Under35」

## 現在の出演番組
- サンデーモーニング（TBS系列、2代目総合司会(3月31日放送回で初代総合司会の関口宏から紹介される形で初登場[14]) 2024年4月7日 - ）

## 過去の出演番組
NHK時代
- 膳場貴子のほっとブレイク（静岡放送局時代の担当番組）
- NHKニュースおはよう日本（土曜・日曜・祝日、2000年4月 - 2004年3月）
- NHK紅白歌合戦（第52・53回審査員リポーター、第54回紅組司会）
- 女神たちのカフェ（2004年4月 - 2005年3月）
- プロジェクトX〜挑戦者たち〜（2001年10月 - 2005年12月）
- 私の青空2002（ナレーション）
- 経済羅針盤（柴田祐規子の代理司会）
- BS週刊シティー情報
- BSドリームライブ2004（司会、2004年6月27日）
- トリノオリンピック（スタジオ進行役、19:30 - 20:45のパート）

フリー（TBS専属契約）転身以後
- 筑紫哲也NEWS23→NEWS23（第1期）→NEWS23X→NEWS23（第2期）
  - サブキャスター（2006年9月25日 - 2009年3月27日）
  - メインキャスター （2009年3月30日 - 2015年11月20日、2016年2月8日 - 3月25日） ※ 2015年11月23日 - 2016年2月5日は産休[9][11]
- 乱!参議院選挙2007（メインキャスター、2007年7月29日）
- 乱!総選挙2009（メインキャスター、2009年8月30日）
- 乱!参院選2010（メインキャスター、2010年7月11日）
- 「報道の日2011」記憶と記録そして願い（2011年12月25日）
- 「報道の日2012」（2012年12月30日）
- NEWS23クロススペシャル〜シリーズ「綾瀬はるか戦争を聞く」特別企画〜

「ナガサキ奇跡の被爆少女 67年目の再会」（2012年8月5日）
- 乱!総選挙2012（メインキャスター、2012年12月16日）
- 報道特集（TBS系列、メインキャスター 2016年4月2日 - 2024年3月30日）

## 受賞・受章
- 菊池寛賞（2001年）(NHK「プロジェクトX」制作スタッフとして)
- 橋田賞（2012年）【20周年記念特別顕彰】(TBSテレビ『報道の日2011』記憶と記録そして願い）

## トランプ狙撃に際して番組での発言
2024年7月14日ドナルド・トランプ元米国大統領がペンシルベニア州バトラーで開かれた集会で演説中に狙撃され負傷した事件に対し、報道番組『サンデーモーニング』においてコメンテーターの元外務省事務次官で立命館大学客員教授の藪中三十二が「変な話だが、大統領選挙に有利になる可能性がある」と話すと、これを受け膳場が「プラスのアピールになりかねない」などと発言しX (旧Twitter)上で炎上した。膳場の発言に対し作家の竹田恒泰は「不適切極まりない...(中略)... 人間としての心はないのかと思う」、堀江貴文は「人の心はないね」
、
ほんこんは「なんちゅう事を言うねん」「酷い話」とX上で綴っている。これに続き、フジテレビ元アナウンサーの長谷川豊は膳場に対し「厳しく叱責されるべき」と綴った。その一方、衆議院議員の米山隆一は堀江の投稿に対し「言い方の是非はあるにせよ、人の心はあるに決まっているじゃないですか」と膳場に対し擁護の発言を行っている。一連の批判を受けて膳場は自身のFacebookで自身の発言についていったん反省の弁を述べたが、7月15日にはその部分を削除していることが確認されている。